# Cratere Inuvik
Inuvik  è un cratere sulla superficie di Marte.